# Beans (MC)
Beans (también conocido como Mr Ballbeam) es un rapero de Estados Unidos.

## Trayectoria
Fue uno de los fundadores del grupo de rap alternativo Antipop Consortium, que se disolvió en 2002. Con Warp Records, Beans ha hecho dos LP y dos EP desde que empezó en 2003 su carrera en solitario: Tomorrow Right Now (2003), Now Soon Someday (2003 EP), Down By Law (2004 EP) y Shock City Maverick (2004).
Beans ha actuado en el mismo escenario con Radiohead, Prefuse 73, Missy Elliott y colaborado con Funkstörung y DJ Shadow. Con frecuencia actúa en clubs underground en East Village, un barrio de Manhattan, en Nueva York.